# Jonathan Michie
Jonathan Michie (* 25. März 1957 in London, England) ist ein britischer Wirtschaftswissenschaftler, Professor für Innovation und Wissenstransfer in Oxford, Präsident des Kellogg College sowie Direktor des Bereichs für lebenslanges Lernen an der Universität Oxford.

## Leben
Nach zwei Jahren am internationalen Oberstufenkollegs United World College of the Atlantic in Wales, das er 1973 mit einem International Baccalaureate abschloss, besuchte Michie das Balliol College in Oxford. Hier erhielt er einen „first class honours“ in Philosophie, Politik und Wirtschaftswissenschaften (PPE) und später einen Doktor. Zwischendurch schloss er einen MSc mit Auszeichnung in Wirtschaftswissenschaften am Queen Mary and Westfield College der Universität London ab.
Ab 1983 arbeitete er in der Wirtschaftsabteilung des Trades Union Congresses, einem gewerkschaftlichen Dachverband, und wechselte 1988 als Experte für Wettbewerbsfragen zur Europäischen Kommission. 1990 wechselte er in die akademische Welt und wurde Mitglied der wirtschaftswissenschaftlichen Fakultät in Cambridge. Von 1992 bis 1997 war er University Lecturer für Accounting & Finance an der Judge Business School in Cambridge sowie Fellow und Direktor of Studies in Wirtschaftswissenschaften am Robinson College. Gleichzeitig war er Direktor des Vertrags & Wettbewerbs Programms des Economic and Social Research Councils (ESRC). Nach sieben Jahren in Cambridge wechselte er 1997 an die University of London. Hier wurde er Rektor der School of Management & Organizational Psychology und übernahm den Sainsbury Lehrstuhl für Management am Birkbeck College. 2004 wechselte er als Professor für Management nach Birmingham und wurde Direktor der Birmingham Business School und Mitglied des University Councils.
Im Jahre 2007 übernahm er schließlich die Position als Präsident des Kellogg College und damit einhergehend die Funktion als Direktor des Bereichs für lebenslanges Lernen an der Universität Oxford. Er ist Professor für Innovation und Wissenstransfer.
Er ist Leiter der Kommission für Eigentum, die an der Universität Oxford eingesetzt wurde.
Jonthan Michie ist Mitglied der Academy of Social Sciences und Mitglied des Enterprise and Skills Strategic Advisory Committee des Higher Education Funding Council for England HEFCE. Er ist Herausgeber verschiedener wissenschaftlicher Zeitschriften inklusive The Cambridge Journal of Regions, Economy & Society ISSN 1752-1386.
Jonathan Michie ist der Sohn der Biologin Dame Anne McLaren und des Informatikers Donald Michie. Er ist mit Carolyn Downs verheiratet, die Deputy Permanent Secretary und Director General für Corporate Performance im Justizministerium ist. Sie haben zwei Söhne und leben in Oxford.